# Parafia św. Bartłomieja Apostoła w Szczepanowie
Parafia pw. św. Bartłomieja Ap. w Szczepanowie – rzymskokatolicka parafia należąca do dekanatu barcińskiego.

## Rys historyczny
Parafia powstała już w XIV wieku. Jej świątynia pochodzi z 1848 roku i jest murowana. Parafia posiada również własny cmentarz.

## Dokumenty
Księgi metrykalne: 
- ochrzczonych od 1906 roku
- małżeństw od 1911 roku
- zmarłych od 1903 roku

## Zasięg parafii
Do parafii należą wierni z miejscowości: Annowo, Ostrówce, Szczepanowo, Szczepankowo, Wiktorowo, Wolice Górne, Wójcin.